# Мода (оптика)
Мода — це картина поля хвиль електромагнітного випромінювання, що поширюються. Електромагнітні моди аналогічні нормальним коливанням в інших системах, таких як механічні системи.

## Класифікація
Моди поділяються на:
- Моди вільного простору
  - Плоскі хвилі, хвилі, в яких електричне та магнітне поля одночасно ортогональні напрямку руху хвилі. Це хвилі, які існують у вільному просторі далеко від будь-якої антени.
- Моди в хвилеводах і лініях передачі
  - Поперечні моди[en], моди, що мають принаймні електричне поля або магнітне поля повністю в напрямку поперечному напрямку хвилі.[1]
    - Поперечна електромагнітна мода (TEM), як і у пласкій хвилі у вільному просторі, і електричне поле, і магнітне поле є повністю поперечними. Поперечні електричні моди (TE), тільки електричне поле є повністю поперечним. Також позначаються як Н-моди, що вказує на наявність поздовжньої магнітної складової.
    - Поперечні магнітні моди (TM), лише магнітне поле є повністю поперечним. Також позначаються як Е-моди, що вказує на наявність поздовжньої електричної складової.

  - Гібридні електромагнітні (HEM) моди, де як електричне, так і магнітне поля мають компонент у поздовжньому напрямку. Вони можуть бути проаналізовані як лінійна суперпозиція відповідних мод TE і TM.[2]
    - HE-моди, гібридні моди, в яких домінує TE-компонент.
    - EH-моди, гібридні моди, в яких домінує компонент TM.
    - Повздовжні секційні моди[en][3]
      - Електричні повздовжні секційні моди (LSE), гібридні моди, в яких електричне поле в одному з поперечних напрямків дорівнює нулю.
      - Магнітні повздовжні секційні моди (LSM), гібридні моди, в яких магнітне поле в одному з поперечних напрямків дорівнює нулю.
- Моди в інших структурах
  - Моди Блоха, моди хвиль Блоха; вони трапляються в періодично повторюваних структурах.[4]

Імена мод іноді мають префікс квазі-, що означає, що мода не зовсім чиста. Наприклад, мода квазі-ПЕМ має невелику складову поздовжнього поля.